# Katsdorf
Katsdorf är en ort och kommun  i Österrike. Den ligger i distriktet Perg i förbundslandet Oberösterreich, 140 kilometer väster om huvudstaden Wien. 
Kommunen består av 16 orter (Ortschaften) (inom parentes invånarantal 1 januari 2024):

- Blindendorf (13)
- Bodendorf (456)
- Breitenbruck (155)
- Edt (19)
- Greinsberg (33)
- Grünau (34)
- Katsdorf (1 452)
- Lungitz (141)
- Neubodendorf (129)
- Nöbling (51)
- Reiser (49)
- Rothof (17)
- Ruhstetten (304)
- Schwarzendorf (24)
- Standorf (255)
- Weidegut (185)